# '너'가 되는 순간
《'너'가 되는 순간》은 2025년에 공개 예정인 대한민국의 단편 영화이다.

## 줄거리
모아둔 돈은 없는데 회사에서는 재계약 불가 통보를 받았고, 시골에서 홀로 자신을 키워주신 어머니는 갑작스러운 사고를 당해 병원비까지 신경 써야 하는 상황에 처했다. 항상 할 수 있는 최선을 다해 올바르게 살아왔다고 생각하지만, 세상은 그런 은정에게 냉혹하기만 하다. 여기에 더해 피싱에 속을 뻔하기까지 한 은정은 어쩌다 보니 자신을 구해준 날라리 고등학생 도희에게 밥을 사 주게 되면서 자신과 너무나 정반대인 도희와 얽히게 되고, 이후 거리에서 날라리 무리에게 맞고 있는 도희를 지나치지 못하고 결국 집으로 데려오게 된다. 둘의 첫 만남은 좋지 않았지만, 자기 하나 챙기기 급급했던 은정은 솔직하고 자유로운 도희를 통해 점차 주체적이고 여유롭게 삶을 바라보는 법을 배우게 된다. 불완전한 현실 속에서도 서로에게 의미가 되어 가는 은정과 도희, 두 사람이 맞이하는 ‘내일’은 어떤 모습일까?

## 등장인물

### 주인공
- 은정 [배우 : 지원]

- 도희 [배우 : 박산하]

#### 주변 인물
- 권 과장 [배우 : 박동하]

- 혜미 [배우 : 황선혜]

## 같이 보기
- 2025년 대한민국의 영화 목록